# 特尔瓦 (市镇)
特尔瓦是爱沙尼亚瓦尔加县的一个乡村型市镇。行政中心为特爾瓦。市镇面积为647平方公里，2021年时人口数量为6,054人。

## 行政管理
2017年爱沙尼亚行政改革后，原特爾瓦市、海爾梅市镇、胡穆利市镇、珀德拉拉市镇以及普卡市镇的一个村庄合并成新的特尔瓦市镇。
新的市镇包括非独立市特尔瓦、两个小镇和37个村庄。